# Bruck (Bajorország)
Bruck település Németországban, azon belül Bajorországban. Lakosainak száma 1353 fő (2023. december 31.). Bruck Glonn, Baiern, Aßling, Grafing bei München, Ebersberg, Kirchseeon és Moosach községekkel határos.

## Népesség
A település népessége az elmúlt években az alábbi módon változott:
| Lakosok száma | 590  | 1016 | 930  | 908  | 1172 | 1222 | 1244 | 1276 | 1313 | 1353 |
|               | 1875 | 1950 | 1975 | 1987 | 2012 | 2014 | 2016 | 2017 | 2021 | 2023 |

## Fekvése
Grafing bei Münchentől délnyugatra fekvő település.

## Története
Bruck Pienzenau báró birtokaihoz tartozott. A település Bajorország része volt. A település 1818-ban jött létre.

## Galéria

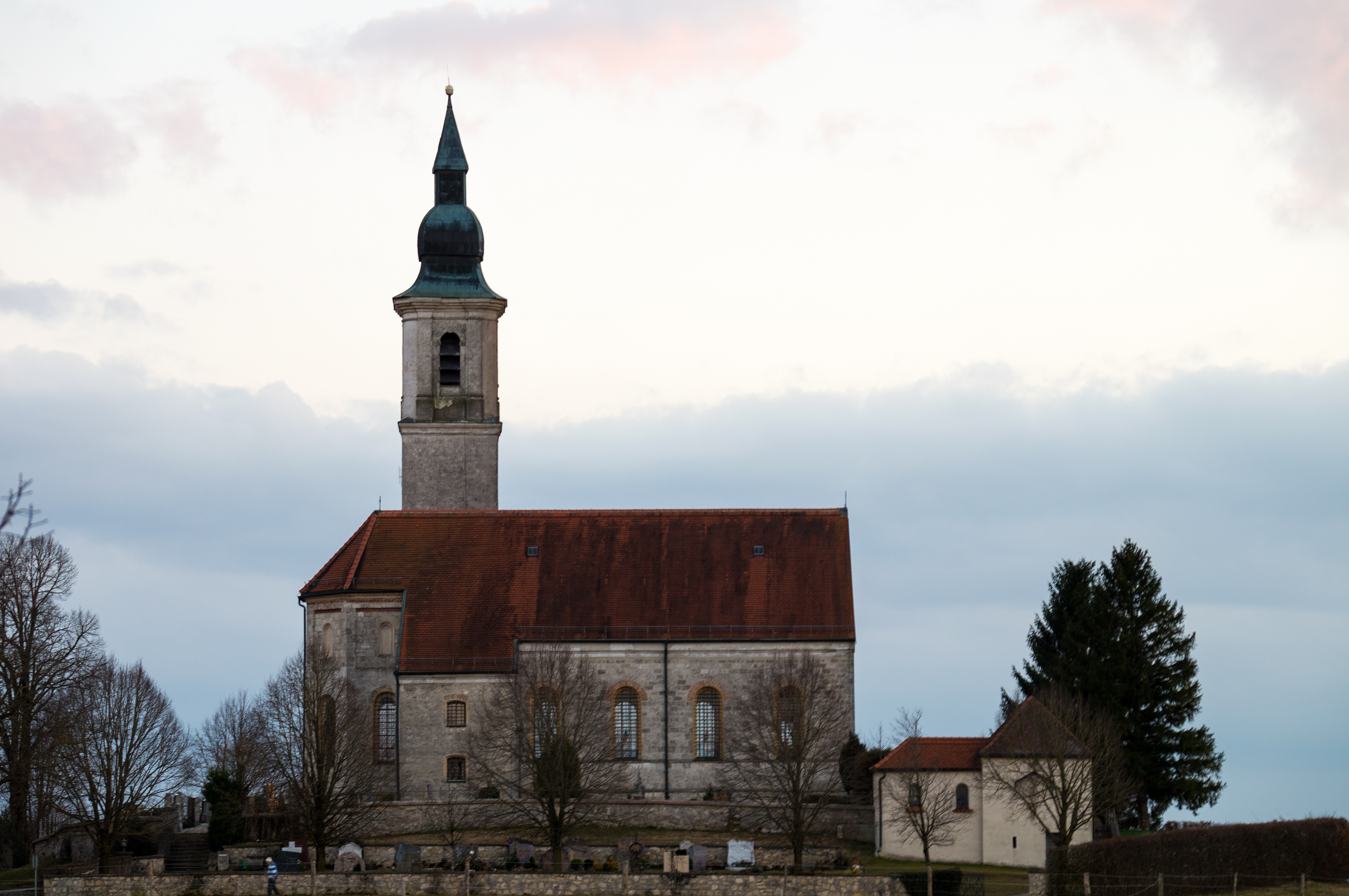
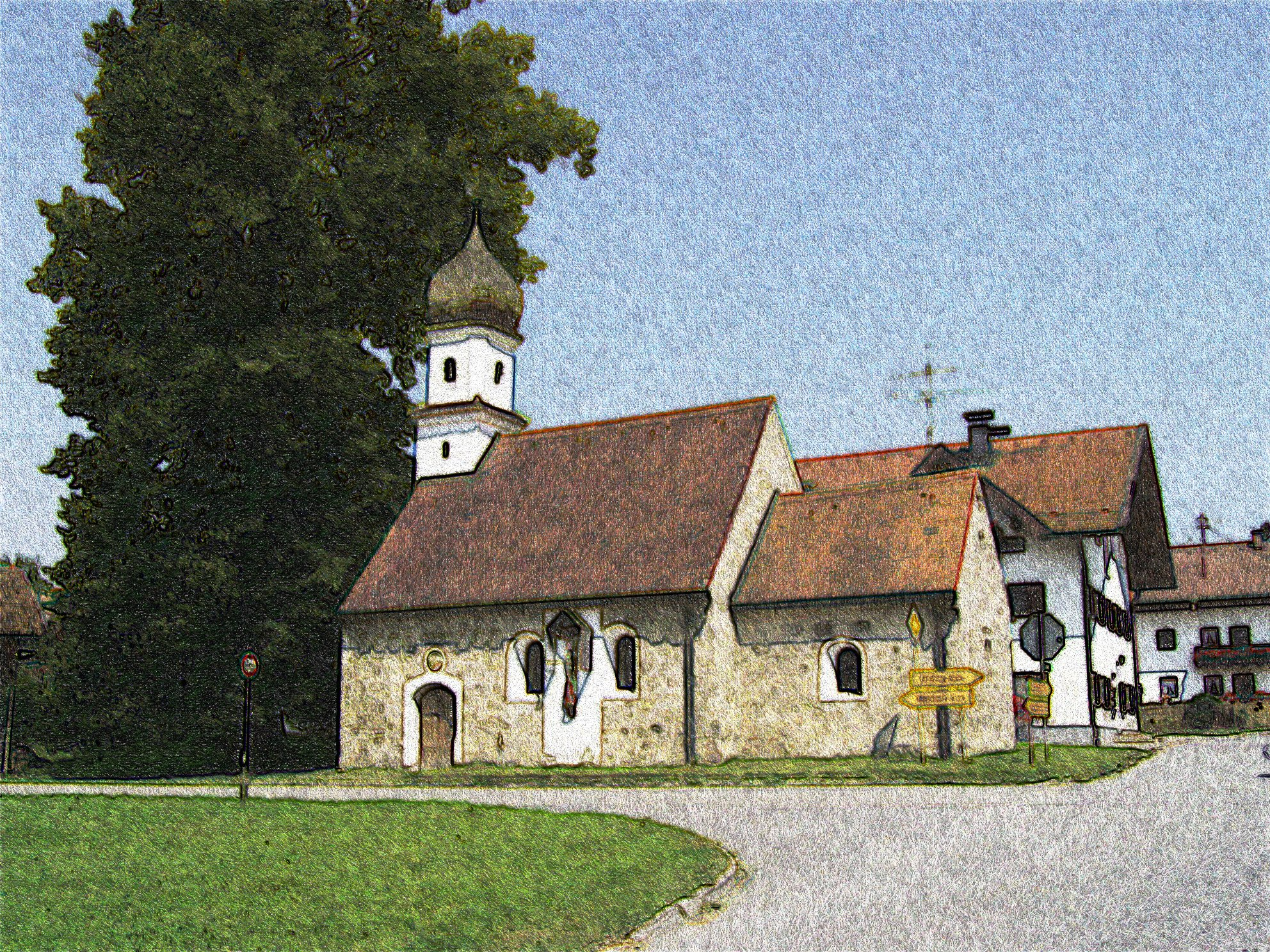